# Gaspare Spontini
Gaspare Spontini   (Maiolati Spontini, 14 de novembre de 1774 - Maiolati Spontini, 24 de gener de 1851), comte de San Andrea (1844), fou un compositor i director d'orquestra italià.
Va exercir la major part de la seva carrera entre París i Berlín i va tornar al seu lloc de naixement cap al final de la seva vida. Durant les primeres dues dècades del segle xix va ser una de les figures més importants de l'òpera seriosa francesa. La seva obra més reeixida va ser La Vestale.

## Biografia
Gaspare Spontini va nàixer a Maiolati, al si d'una família molt humil. Els seus pares desitjaven per a ell la carrera eclesiàstica, però el jove Spontini va elegir esdevenir músic, adquirí els seus primers coneixements musicals amb el mestre Quintilliani, a Monsavito i amb el mestre Crudeli a Jesi, on era sacerdot de la parròquia el seu oncle Giuseppe. El 1793 i es va traslladar a Nàpols per tal de perfeccionar la seua formació al Conservatori della Pietà dei Turchini, els alumnes del qual s'anomenaven així i la gorra dels alumnes. Els seus mestres foren Nicola Sala i l'encara jove Giacomo Tritto. Pels documents existents, se sap que dos anys més tard per la irregularitat dels seus resultats i el seu caràcter difícil i pertorbador li van valdre fracassos humiliants que el van empènyer a abandonar abans d'haver conclòs els estudis. Va compondre poca música sacra i poques Cantates. El 1976 aconseguí posar en escena el seu primer melodrama, en el Teatre de Torre Argentina de Roma, Li puntigli delle donne, sobre un llibret de Cerlassi, assolint un gran èxit. En tornar a Nàpols fou readmès en el Conservatori i Piccinni començà a protegir-lo. Escriví una sèrie d'onze òperes de constant èxit: Il finto pittore, L'eroismo ridicolo (Roma, 1797), L'isola disabitata, Chi piú guarda meno vede, Teseo riconosciuto (Florència, 1798); L'amore segreto i La fuga in maschera (Nàpols, 1799). Els seus inicis en l'òpera buffa o seria se'n van ressentir, però ja són testimoni d'una personalitat singular i de la voluntat de distanciar-se estilísticament de la tradició de la vella escola napolitana.
Mentre, les forces revolucionaries franceses s'acostaven a Nàpols, el que obligà als sobirans borbons i la seva cort, a embarcar-se vers Sicília. Domenico Cimarosa, mestre de capella, es negà a seguir-los. En el seu lloc fou cridat el jove Spontini, que arribà a Palerm després d'una accidentada travessa. Allà va compondre i portà a escena amb èxit tres obres. l'última Gli Elisi delusi, sobre un llibret de Michelangelo Monti, que es donava per perduda i va ser recuperada sobre els anys 1970. Spontini tornà a Roma el 1801 i representà en el "Teatro Valle", el drama burlesc Gli amanti in cimento. Estraslladà a venècia, per la posada en escena de la farsa Le metamorfosi de Pascuale. Però el seu caràcter apassionat i inquiet, el feia desitjar, els més grans triomfs i seguint l'exemple dels seus antecessors operístics com Piccini, Sacchini, Salieri i Paisiello es fixà en París. Aconseguí integrar-se en una família que conegué a Palerm i des de Nàpols salpà vers Marsella; des d'aquí amb diverses cartes de recomanació, seguí fins a París.
El 1803, Spontini va decidir instal·lar-se a París, atret per la glòria de Napoleó Bonaparte i la nova estètica que el règim tractava d'impulsar. Hom tractava llavors de trobar compositors capaços d'aconseguir una síntesi entre l'estètica revolucionària i republicana, principalment amb les seves referències antigues i les grans masses orquestrals, i l'estil francès tradicional. A més, aquesta síntesi havia de ser no només nacional, sinó europea, a l'escala de l'imperi francès.

## Arribada a París
Spontini, des de la seva arribada a París, va comprendre que hi havia un buit per a omplir i es va esforçar a assimilar l'estil francès. Començà donant classes particulars de cant, Fétis l'introduí en la fàbrica dels germans Érard, on es feien pianos i arpes. Després d'alguns tímids assaigs de reelaborar les seves obres italianes, el 23 de juny de 1804, amb motiu de la representació de la seva obra al Teatre Feydeau: La Petite maison (1804), d'escàs èxit, se li plantejà el dilema de fer òpera-bufa italiana o fer òpera a l'estil francès. Beneficiant-se de la seva amistat amb el mestre napolità Giuseppe Mosca i de Vincenza Fedi (soprano), la seva principal intèrpret, aconseguí posar en escena en l'Opéra des Italiens, La finta filosofa, obra representada amb èxit a Nàpols, ampliada a 3 actes, presentant-se al públic, com a deixeble de Cimarosa; fou un gran èxit que li retornà el reconeixement del públic. Travà amistat amb de Jouy, un animós escriptor del moment, que li donà a llegir dos llibrets seus, La Vestale, en 3 actes i Milton, en un acte. El 27 de novembre es representà per primera vegada Milton (1804) en el Teatre Feydeau. El to noble i solemne de la trama i els commovedors compassos elegits, van complaure els espectadors. Suposà pel compositor una certa i definitiva entrada en el món íntim fantàsticament dramàtic del seu estil sonor. Fou traduïda a l'italià i a l'alemany i l'obra es representà en els escenaris de Viena, Berlín i Dresden. Spontini dedicà la partitura a Josefina de Beauharnais, emperadriu de França, la qual va correspondre nomenant Spontini compositor de la seva cambra i de la cort.
Per a commemorar la victòria d'Austerlitz, va compondre una Cantata a la glòria de Napoleó Bonaparte, L'eccelsa gara, interpretada el 8 de febrer de 1806, així com el vodevil Tout le monde a tort, compost per a l'aniversari de l'emperador i que va ser interpretat per les seves germanes i els seus cortesans. Però per ambientar-se en la seva pròpia nova tendència, profundament dramàtica, no deixà d'escoltar i meditar, no tan sols les obres reformadores del «barbar» Gluck, també de Cherubini i de Méhul. Una influència decisiva li suposà el fet de passar tres mesos, per invitació del president del senat, Lacépède, naturalista, músic i protector de Gluck, en la seva casa de camp d'Épinay. Aquest personatge havia editat el 1785 en dos volums una important Poétique de la musique. En la primavera de 1805, Jouy presentà la partitura de l'obra acabada La Vestale al comitè de l'Acádémie Imperiale de Músique, per a la seva apreciació, però l'obra havia produït enveges i crítiques de tota mena. Després de diverses polèmiques i pressions imperials, La Vestale va ser estrenada a l'Opéra de París el 15 de desembre de 1807. L'obra semblà encarnar de manera gairebé miraculosa l'esperit de l'Imperi i va causar sensació. La Vestale es guanyà l'admiració general i va ser la veritable precursora de la Grand Opéra francesa. L'Institut de France la va declarar la millor obra lírica del decenni. Malgrat la seva reconeguda importància històrica, ha quedat oblidada. L'èxit es va repetir amb Fernand Cortez el 28 de novembre de 1809.

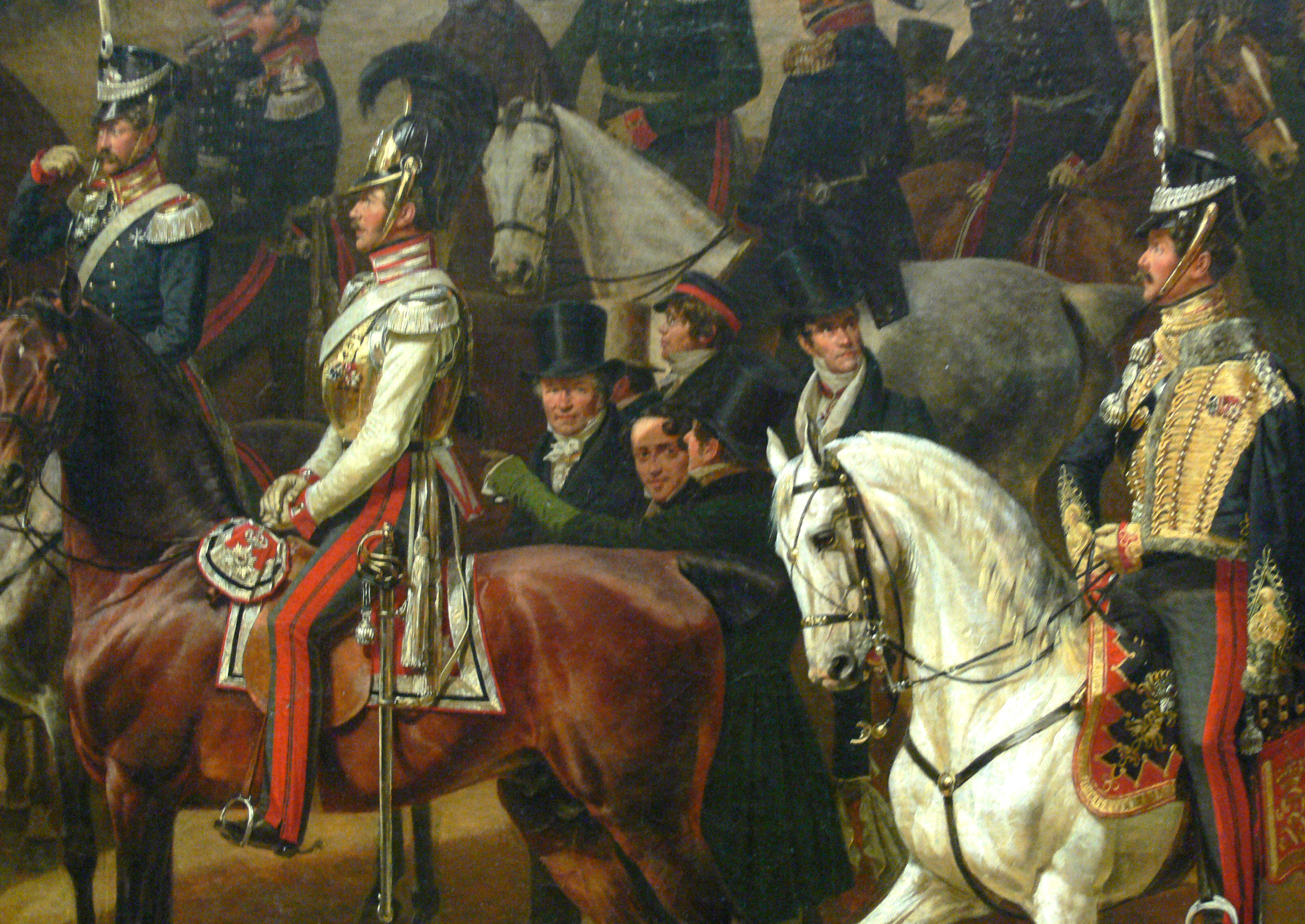
Franz Krüger: Parada en l'Opernplatz (Berlín). Entre els cavalls marró i blanc: Alexander von Humboldt (esquerra), Giacomo Meyerbeer (dreta). Damunt del cavall blanc: Gaspare Spontini

La següent creació de Spontini fou el 1809, Hernán Cortés, la conquesta espanyola a Mèxic, també sobre llibret de Jouy. Fou una magnífica representació que assolí un èxit fabulós. Spontini va ser nomenat director de l'orquestra del Teatre Italià de l'Odéon el 1810, on va estrenar moltes de les obres importants de l'època, però dos anys després abandonà aquest càrrec. El motiu és que va voler incrementar considerablement el pressupost del sector operístic en detriment del sector literari, amb la consegüent protesta del director Duval. La intransigència d'ambdues parts en aquest enfrontament, provocà la intervenció del comte de Remusat, que invita Spontini a dimitir. El lloc vacant li fou confiat a Paer, home de caràcter molt diferent. L'any següent Spontini, que havia contret interessos en els negocis de l'empresa Érard en la venda de pianos, demanà la mà de Céleste Érard i el 3 d'agost de 1811, es va casar amb Marie-Catherine Céleste Érard, filla del cèlebre fabricant de pianos Jean-Baptiste Érard, fou una cerimònia fastuosa a la qual acompanyà un esplèndid dot. La parella es va instal·lar al castell de la Muette, propietat del pare de la núvia. No van tenir fills, però el matrimoni va ser perfectament feliç.
El 1814, deposat Napoleó, tornà també a França la monarquia borbònica amb Lluís XVIII. Spontini feu acte de submissió i amb Jouy realitzà una òpera en 2 actes Pélage ou le Roi de la Paix, que es representà amb un mediocre èxit el 23 d'agost de 1814. Spontini rebé el títol de "Compositor dramàtic del Rei". El 29 de novembre de 1817 demanà i aconseguí la ciutadania francesa, mentre el sobirà de Nàpols l'honorà amb el títol de mestre de la seva capella. Spontini va ser nomenat cavaller de la Legió d'Honor el 29 de maig de 1818.
El 15 de desembre de 1819, en el Teatre de l'Académie Royale de músique, va estrenar l'òpera Olympie, extreta de la tragèdia de Voltaire mantenint la catàstrofe final. Sovint considerada com la seva millor obra, però que llavors no va gaudir d'èxit. Després de revisar-la, la va reestrenar el 28 de febrer de 1826 i, aquesta vegada, el públic va ser conquerit.
Després d'aquest primer fracàs, Spontini va deixar París i es traslladà a Berlín el 1820 on va ser nomenat Kapellmeister en cap, i super-intendent general de la música del rei, amb un salari de 4.000 thalers i la possibilitat de fer un concert anual en el seu benefici durant deu anys. A Berlín va evolucionar cap a un tipus d'òpera ja molt propera a l'esperit romàntic, però sense aconseguir guanyar-se plenament el públic alemany, que en gran part preferia el romanticisme de compositors autòctons com per exemple Weber. Va portar a l'òpera Lalla Rookh de Thomas Moore, estrenada al Palau Reial el 27 de gener de 1821. Després va compondre Agnes von Hohenstaufen (1829). Aquest mateix any, va ser investit doctor honoris causa per la Universitat de Halle i, el 1834, va dirigir representacions de La Vestale a Hamburg. Va tornar a la vila natal el 1835, va viatjar a Anglaterra el 1838 i va tornar a París on va ser elegit acadèmic de l'Académie des Beaux-Arts el mateix any. El 1837, va estrenar una versió revisada d'Agnes von Hohenstaufen.
El 1842, va deixar definitivament Alemanya i s'establí a Roma, on el Papa el va fer comte de San Andrea el 1844. Aquest mateix any va viatjar a París i a Dresden, després es va retirar a la seva vila natal el 1850. A la seva mort, va llegar la fortuna a institucions caritatives. Tot i tenir un caràcter difícil, sempre es va mostrar generós amb els seus col·legues músics més necessitats.

## Obres
- Li puntigli delle donne, òpera buffa, Florència, Regio Teatro degli Intrepidi, carnaval de 1796
- Adelina Senese o sia l'Amore secreto, òpera buffa, Venècia, Teatro San Samuele, 10 d'octubre de 1797
- Il finto pittore, òpera buffa, Roma (?), 1797/1798; Palerm, Teatro Santa Cecilia, 1800
- L'eroismo ridicolo, òpera buffa, Nàpols, Teatro Nuovo sopra Toledo, carnaval de 1798
- Teseo riconosciuto, òpera, Florència, Regio Teatro degli Intrepidi, 22 de maig de 1798
- La finta filosofa, òpera buffa, Nàpols, Teatro Nuovo sopra Toledo, 1 de juliol de 1799
- La fuga in Maschera, òpera buffa, Nàpols, Teatro Nuovo sopra Toledo, carnaval de 1800
- I quadri parlanti, òpera buffa, Palerm, Teatro Santa Cecilia, 1800
- Gli Elisi delusi, òpera buffa, Palerm, Teatro Santa Cecilia, 28 d'agost de 1800
- Gli amanti in cimento, òpera buffa, Roma, Teatro Valle, 3 de novembre de 1801
- Le metamorfosi di Pasquale, òpera buffa, Venècia, Teatro Giustiniani in San Moisè, carnaval de 1802
- La Petite maison, opéra-comique, París, Théâtre Feydeau, 1804
- Milton, opéra-comique en un acte, llibret de Victor-Joseph-Étienne de Jouy i Armand-Michel Dieulafoy, París, Théâtre Feydeau, 27 de novembre de 1804
- Julie ou le Pot de fleurs, opéra-comique, París, Théâtre Feydeau, 12 de març de 1805
- La Vestale, tragèdia lírica en 3 actes, llibret de Victor-Joseph-Étienne de Jouy, París, Òpera, 15 de desembre de 1807. Amb aquesta òpera debutà el 1825 el que seria més tard gran tenor Eugene Massol
- Fernand Cortez ou la conquête du Mexique, òpera en 3 actes, llibret de Victor-Joseph-Étienne de Jouy i Joseph-Alphonse Esménard, París, Òpera, 28 de novembre de 1809; segona versió, París, Òpera, 28 de maig de 1817; tercera versió en alemany com Fernand Cortez ou Die Eroberung von Mexiko, Berlín, Königliches Opernhaus, 6 d'abril de 1824; quarta versió, Berlín, Königliches Opernhaus, 26 de febrer de 1832
- Pélage ou le Roi de la Paix, òpera, París, Opéra, 23 d'agost de 1814
- Les Deux rivaux, òpera, (amb Berton, Kreutzer, i Persius), París, Opéra, 21 de juny de 1816
- Olympie, òpera, París, Òpera, 22 de desembre de 1819; segona versió en alemany com Olimpia, Berlín, Königliches Opernhaus, 14 de maig de 1821; tercera versió de nou en francès com Olympie, París, Òpera, 28 de febrer de 1826
- Lalla Rookh, festspiel, Berlín, Palau Reial, 27 de gener de 1821
- Nurmahl oder Das Rosenfest von Kaschmir, òpera, Berlín, Königliches Opernhaus, 27 de maig de 1822
- Alcidor, òpera en 3 actes, llibret de Guillaume M. Théaulon de Lambert, traduït a l'alemany per C. A. Herklots, Berlín, Königliches Opernhaus, 23 de maig de 1825
- Agnes von Hohenstaufen, òpera en 3 actes, llibret d'Ernst Raupach, Berín, Königliches Opernhaus, 12 de juny de 1829